# 福井県の図書館一覧
福井県の図書館一覧（ふくいけんのとしょかんいちらん）は、福井県内にある図書館の一覧である（学校図書館を除く）。

## 県立図書館

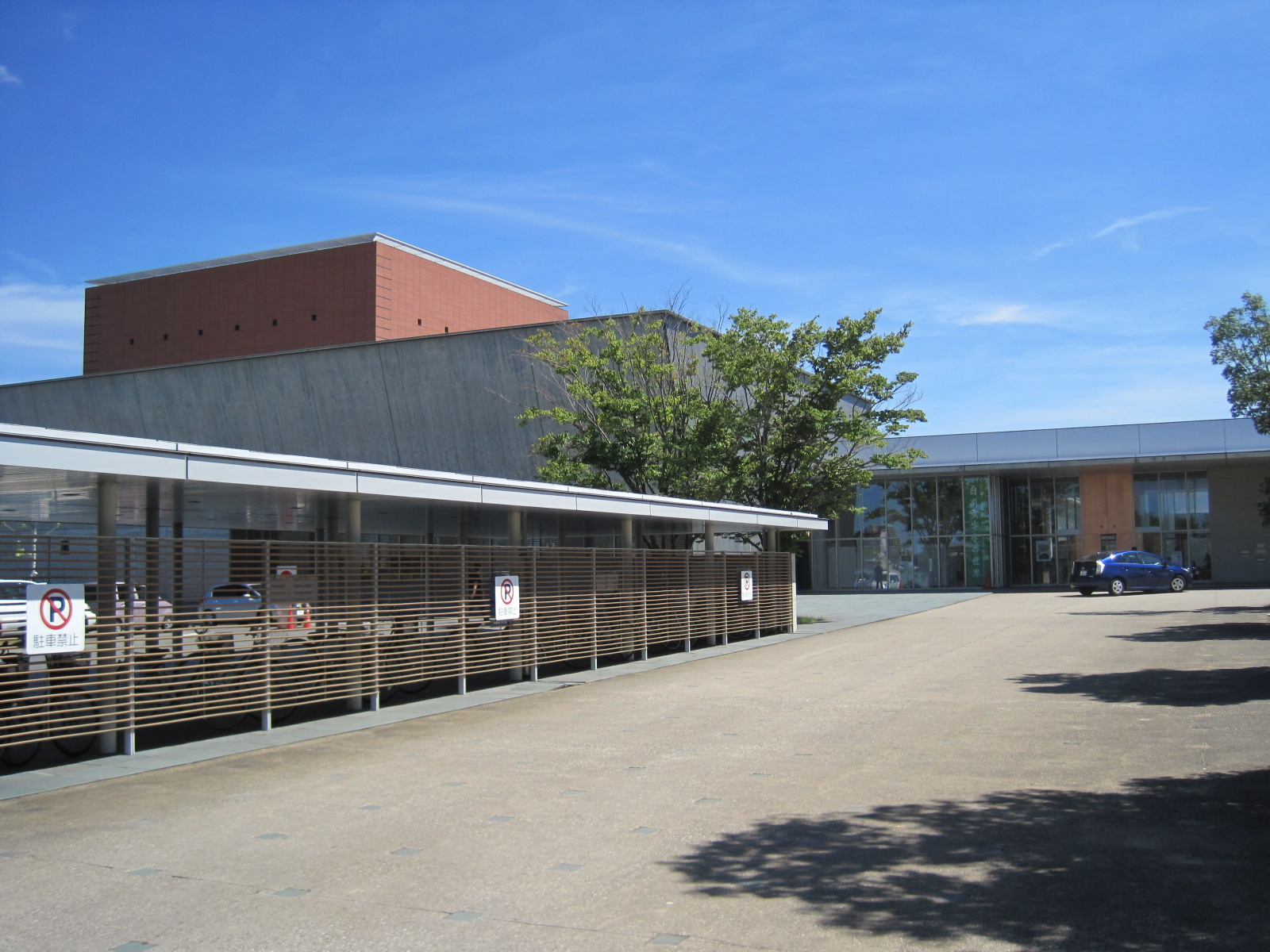
福井県立図書館

- 福井県立図書館（福井市）
  - 福井県立若狭図書学習センター（小浜市）

## 市町立図書館

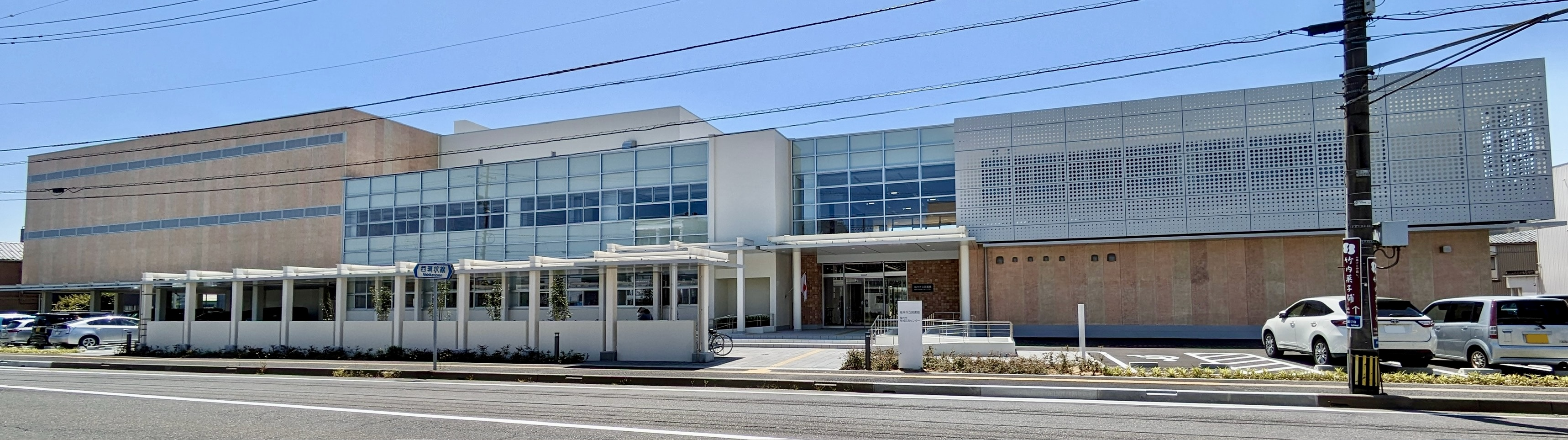
福井市立図書館

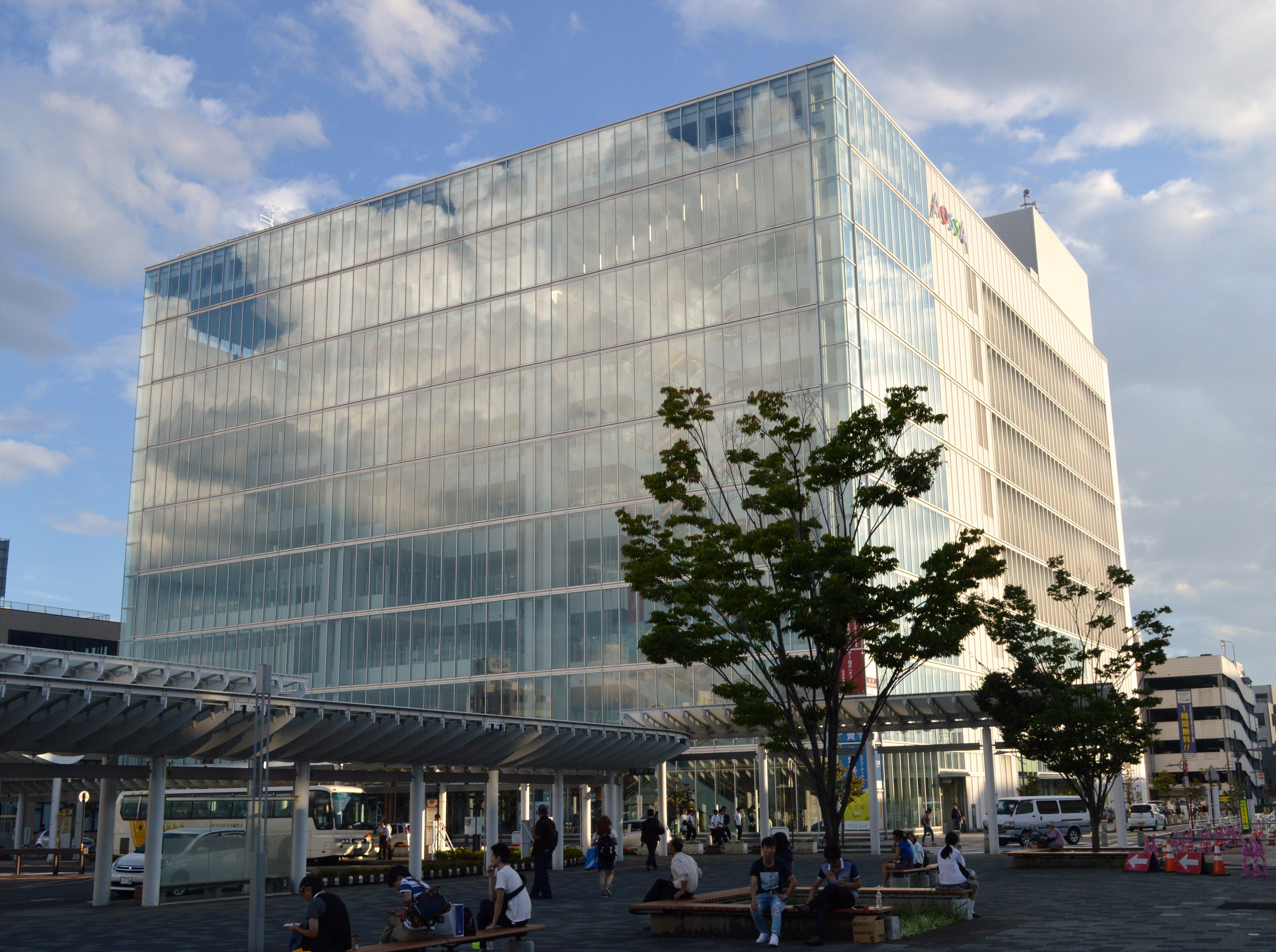
福井市立桜木図書館が入るAOSSA

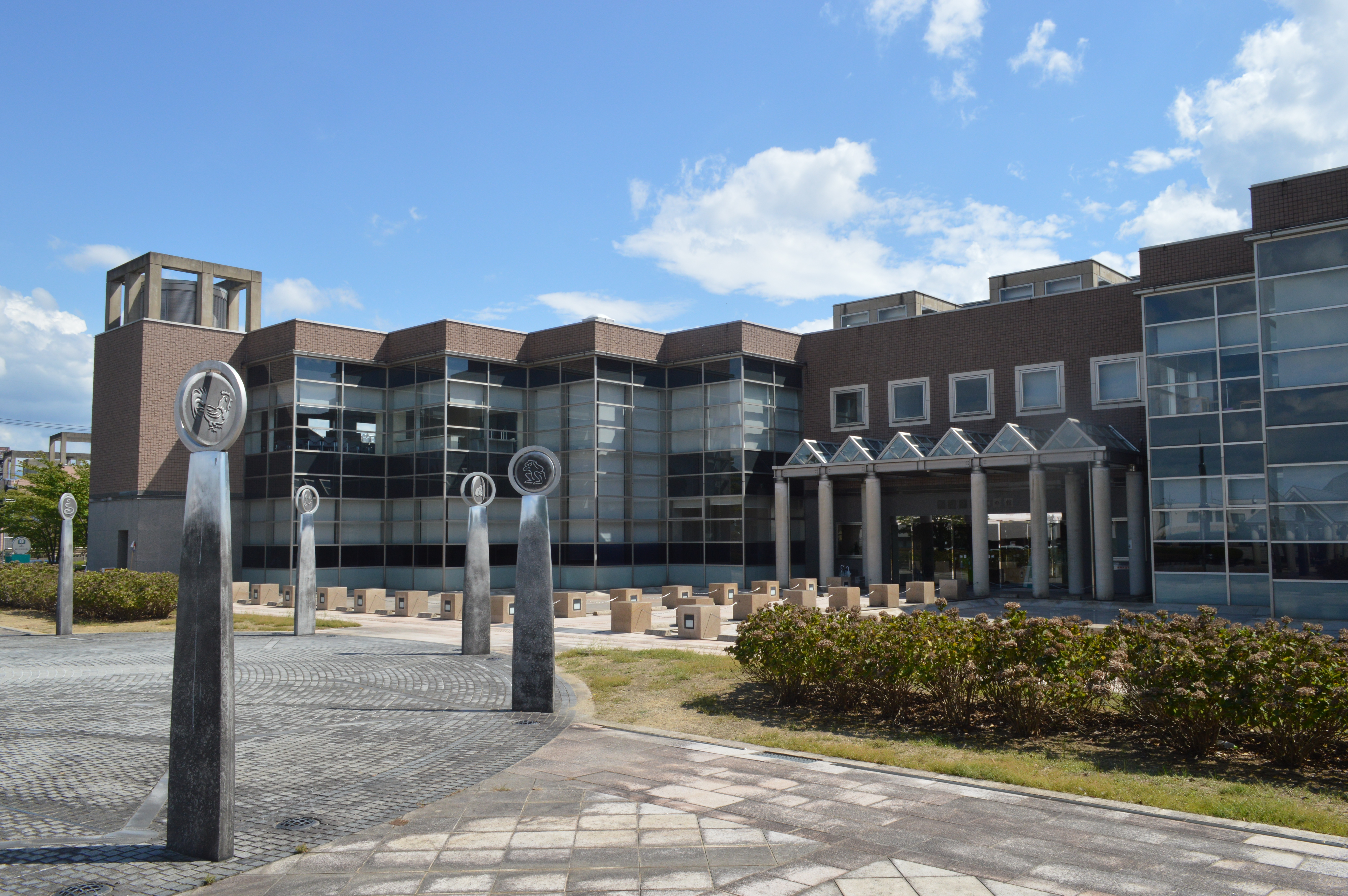
鯖江市図書館

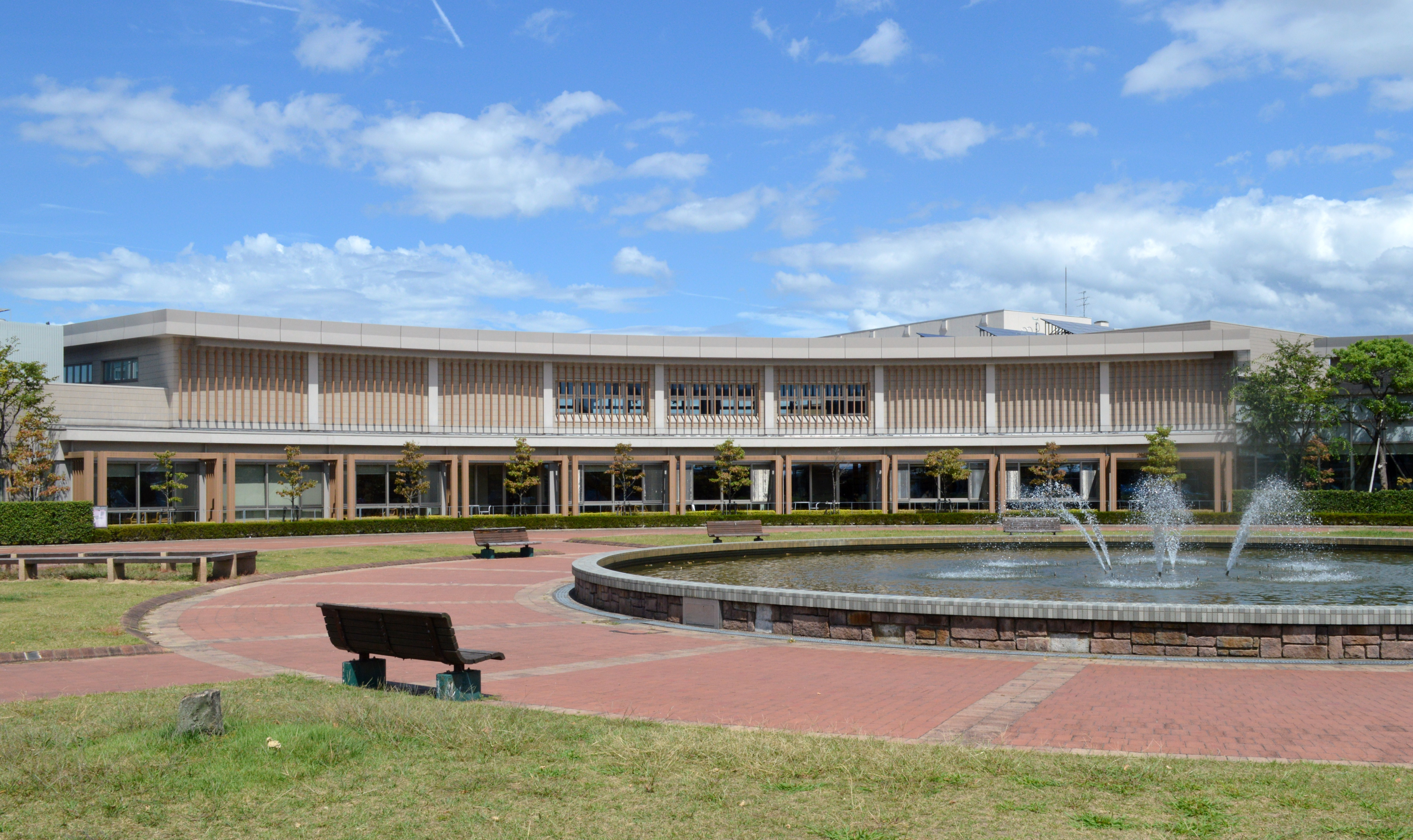
越前市立中央図書館

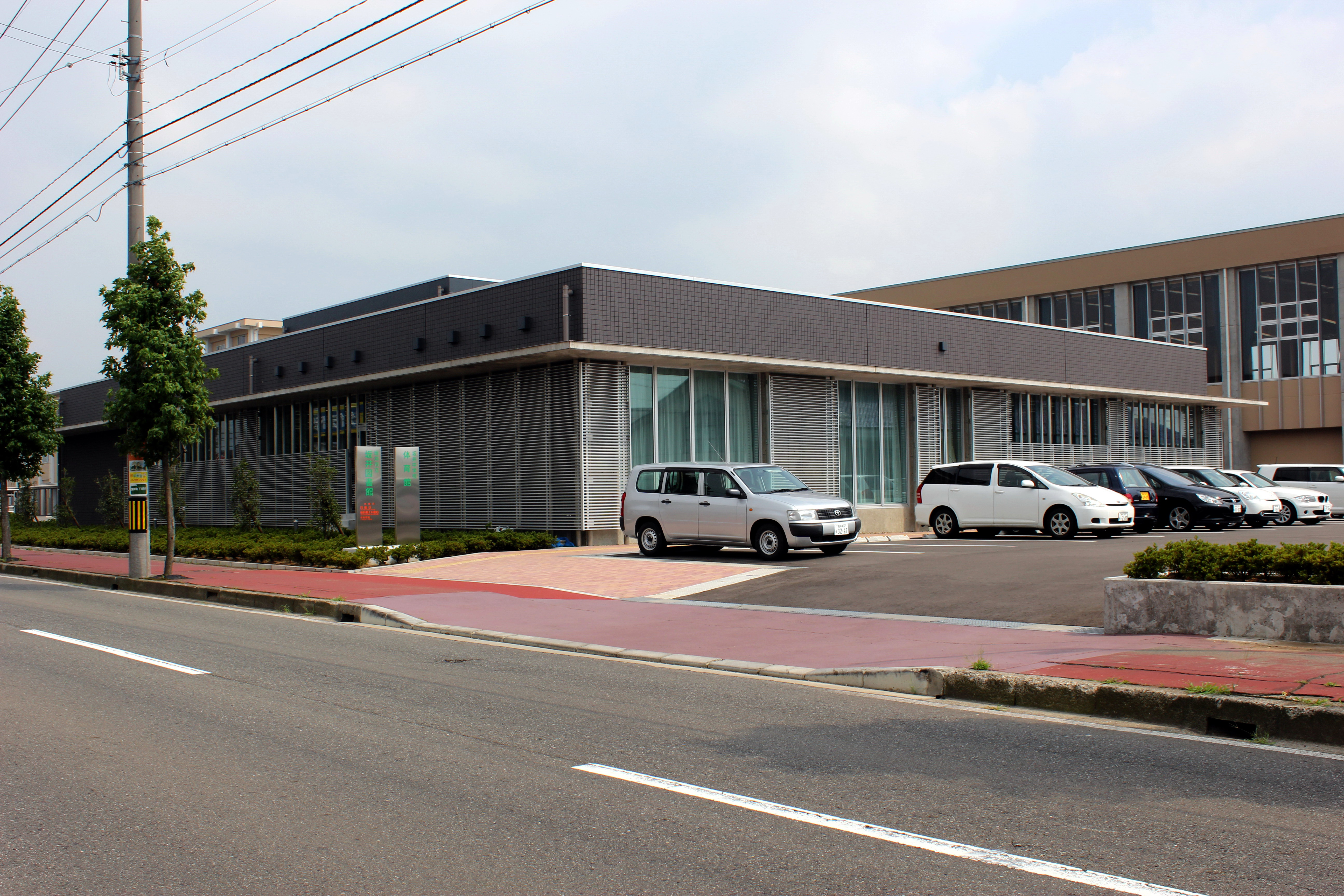
坂井市立坂井図書館

### 嶺北地方

#### 福井地区
- 福井市図書館
  - 福井市立図書館
  - 福井市立みどり図書館
  - 福井市立桜木図書館
  - 福井市立清水図書館
  - 福井市立美山図書館

吉田郡
- 永平寺町立図書館
  - 永平寺町立図書館永平寺館
  - 永平寺町立図書館上志比館

#### 坂井地区
- あわら市図書館
  - あわら市金津図書館
  - あわら市芦原図書館
- 坂井市立図書館
  - 坂井市立三国図書館（みくに文化未来館）
  - 坂井市立丸岡図書館
  - 坂井市立春江図書館（ハートピア春江）
  - 坂井市立坂井図書館

#### 奥越地区
- 大野市図書館
- 勝山市立図書館

#### 丹南地区
- 鯖江市図書館
- 越前市立図書館
  - 越前市中央図書館
  - 越前市今立図書館

今立郡
- 池田町立図書館

南条郡
- 南越前町立図書館
  - 南越前町立南条図書館
  - 南越前町立今庄図書館
  - 南越前町立河野図書館

丹生郡
- 越前町立図書館
  - 越前町立図書館宮崎分館
  - 越前町立図書館越前分館
  - 越前町立図書館織田分館

### 嶺南地方

#### 二州地区
- 敦賀市立図書館

三方郡
- 美浜町立図書館

三方上中郡
- 若狭町立図書館
  - 若狭町立図書館リブラ館（リブラ若狭）

#### 若狭地区
- 小浜市立図書館

大飯郡
- 高浜町中央図書館
- おおい町立図書館
  - おおい町立大飯図書館
  - おおい町立名田庄図書館

三方上中郡
- 若狭町立図書館
  - 若狭町立図書館パレア館（パレア若狭）

## 大学図書館等
- 福井大学附属図書館
  - 総合図書館（福井市）
  - 医学図書館（永平寺町）
- 福井県立大学附属図書館（永平寺町）
  - 小浜分館（小浜市）
- 敦賀市立看護大学附属図書館（敦賀市）
- 福井工業大学図書館（福井市）
- 仁愛大学附属図書館（越前市）
- 仁愛女子短期大学附属図書館（福井市）
- 福井医療大学図書館（福井市）
- 福井工業高等専門学校図書館（鯖江市）